# Замки Каннеро

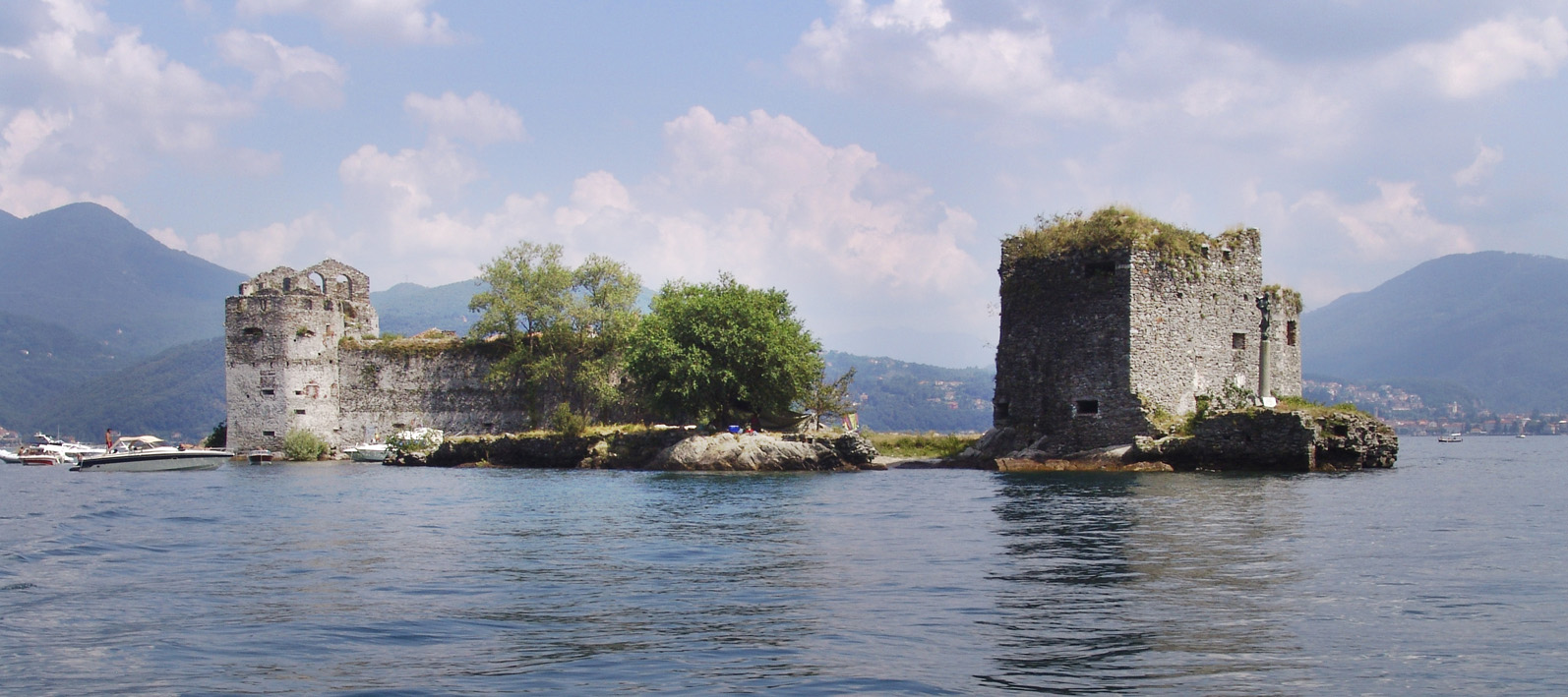
Замки Каннеро - вид з води

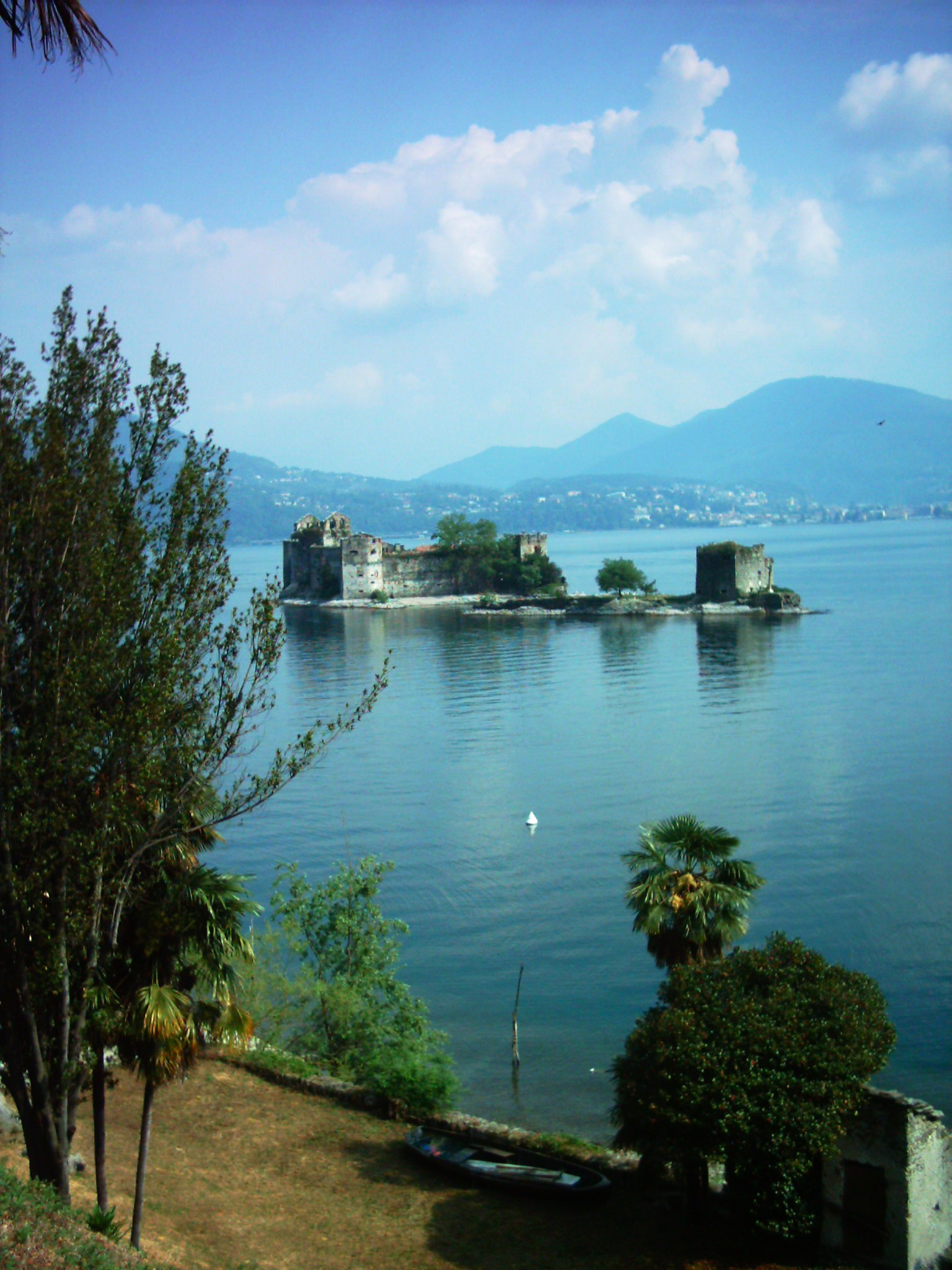
Каннеро Рів'єра

Замки Каннеро (іт. Castelli di Cannero) — три скелястих острівці на озері Маджоре в північній Італії. Вони розташовані біля берегів Каннеро, в той час як адміністративно входять до складу комуни Каннобіо. Вони відомі також як "кастеллі" (замки), тут знаходяться залишки фортифікаційних споруд.
Ідея відновити один із замків, Rocca Vitaliana (Фортеця Віталіана),  і зробити його туристичною атракцією була відкинута місцевими природоохоронними організаціями.

## Історія
Замки Каннеро були побудовані між XI і XII ст. і відомі під назвою "Malpaga". В кінці XIV століття тут проживали брати Mazzardi (на прізвисько "Mazzarditi"), родом з швейцарської сторони озера (Ронко над Асконою). В  час, коли в Каннобіо було суперництво між ґвельфами і ґібеллінами, в період 1403—1404 років Mazzardi оволоділи преторіанським палацом в Каннобіо, вторглися в Каннеро, привласнили острови, з яких час від часу здійснювали вторгнення на навколишні території з використанням насильницьких методів з метою створення невеликої "приватної держави". 
У 1412 році герцогом Мілана стає Філіппо Марія Вісконті. У 1414, після звернень жителів узбережжя, герцог посилає армію з 500 чоловік, на чолі з Джованні Лонаті, щоб перемогти Mazzarditi. Острови після короткої облоги були відвойовані і Mazzarditi стали вигнанцями, як і Franchignoni (які, скориставшись слабкістю держави, також прагнули створити зону свого домінування і захопили замок Valtravaglia).
Феод Каннобіо в 1441 р. було віддано Віталіано I Борромео (Vitaliano I Borromeo), згодом його успадкував його син Filippo, потім — Giovanni III "Справедливий". А від них — синам Giberto, Camillo, Ludovico, Francesco. До маєтку входили також острови. У 1519 році Лодовіко Борромео (Lodovico Borromeo) побудував тут фортецю "Vitaliana" на честь роду з Падови, від якого заснований рід Борромео. Після смерті Людовіка фортеця поступово занепадає, близькість до берега ускладнює захист. 
Протягом наступних століть острови були притулком для контрабандистів, рибалок і навіть фальшивомонетників. В наш час[коли?] залишились тільки руїни древніх укріплень.